# Think Tank (серия комиксов)
Think Tank — ограниченная серия комиксов, состоящая из 12 выпусков, которую в 2012—2014 годах издавала компания Image Comics.

## Синопсис
Доктор Дэвид Лорен — вундеркинд, которого в 14 лет наняли разрабатывать оружие для DARPA. Когда он становится взрослым, то решает, что не согласен с идеей американского правительства убивать людей для общего блага, и изо всех сил пытается выйти из-под контроля военных, но обнаруживает, что они не желают предоставлять ему свободу.

## Выпуски
| №  | Дата выхода     | Оценка на Comic Book Roundup    | Предполагаемый объём продаж (первый месяц) |
| -- | --------------- | ------------------------------- | ------------------------------------------ |
| 1  | 1 августа 2012  | 7,7 из 10 на основе 21 рецензии | 6 502, позиция в Северной Америке — 263    |
| 2  | 5 сентября 2012 | 8,4 из 10 на основе 8 рецензий  | 5 713, позиция в Северной Америке — 272    |
| 3  | 10 октября 2012 | 8,2 из 10 на основе 6 рецензий  | 5 279, позиция в Северной Америке — 297    |
| 4  | 14 ноября 2012  | 8,2 из 10 на основе 8 рецензий  | 4 656, позиция в Северной Америке — 288    |
| 5  | 6 февраля 2013  | 8,6 из 10 на основе 4 рецензий  | н/д                                        |
| 6  | 27 марта 2013   | 9 из 10 на основе 2 рецензий    | н/д                                        |
| 7  | 15 мая 2013     | 9,1 из 10 на основе 5 рецензий  | н/д                                        |
| 8  | 26 июня 2013    | 8,3 из 10 на основе 3 рецензий  | н/д                                        |
| 9  | 28 августа 2013 | 9 из 10 на основе 5 рецензий    | н/д                                        |
| 10 | 9 октября 2013  | 8 из 10 на основе 1 рецензии    | н/д                                        |
| 11 | 4 декабря 2013  | 8,7 из 10 на основе 3 рецензий  | 3 130, позиция в Северной Америке — 377    |
| 12 | 12 февраля 2014 | 8,9 из 10 на основе 7 рецензий  | 2 955, позиция в Северной Америке — 356    |

## Отзывы
На сайте Comic Book Roundup серия имеет оценку 8,5 из 10 на основе 72 рецензий. Бенджамин Бейли из IGN дал первому выпуску 8 баллов из 10 и отмечал, что «угрюмый, серый стиль» Рахсана Экедала «просто великолепен». Дуг Завиша из Comic Book Resources, обозревая дебют, написал, что «Think Tank #1 — это то, чем мог бы стать первый фильм „Железный человек“, если бы Тони Старк не разработал доспех Железного человека». Брайан Бэннен из Newsarama поставил первому выпуску оценку 5 из 10 и посчитал, что «приятный, но несовершенный, Think Tank #1 мог бы стать началом чего-то интересного, если бы только мог выйти за рамки клише».